# Épagneul de saint usuge
Épagneul de saint usuge är en hundras från Frankrike. Den är en stående fågelhund av spanieltyp, snarlik en kleiner münsterländer. Typen härrör från landskapet Bresse mellan floderna Saône och Loire och Jurabergen i östra Frankrike. Rasen är döpt efter orten Saint-Usuge.
Efter andra världskriget utfördes en inventering på privat initiativ och avel i liten skala inleddes. 1990 bildades en rasklubb och 2003 erkändes rasen av den franska kennelklubben Société centrale canine (SCC).